# Mausoleopsis
Mausoleopsis is een geslacht van kevers uit de familie bladsprietkevers (Scarabaeidae). Het geslacht werd voor het eerst wetenschappelijk beschreven in 1882 door Lansberge.

## Soorten
- Ondergeslacht Elassochiton Kolbe, 1895
  - Mausoleopsis albomarginata Lansberge, 1882
  - Mausoleopsis fallaciosa Bourgoin, 1923
  - Mausoleopsis flavomaculata (Raffray, 1877)
  - Mausoleopsis funebris Lansberge, 1882
  - Mausoleopsis lizleri Antoine, 1999
  - Mausoleopsis oculata Lansberge, 1882
  - Mausoleopsis parvula (Müller, 1941)
  - Mausoleopsis pilifera Moser, 1909
  - Mausoleopsis quadrimaculata Kraatz, 1899
  - Mausoleopsis revoili Lansberge, 1882
  - Mausoleopsis variabilis Moser, 1913
  - Mausoleopsis werneri Antoine, 1999
- Ondergeslacht Mausoleposis
  - Mausoleopsis aldabrensis (Linell, 1897)
  - Mausoleopsis amabilis (Schaum, 1884)
  - Mausoleopsis clouei (Blanchard, 1850)
  - Mausoleopsis dechambrei Antoine, 1999
  - Mausoleopsis eustalacta (Burmeister, 1842)
  - Mausoleopsis lerui Antoine, 2004
  - Mausoleopsis luctifera (Klug, 1855)
  - Mausoleopsis provindenciae (Linell, 1897)
  - Mausoleopsis raveti Ruter, 1954
  - Mausoleopsis seillierei Bourgoin, 1923
  - Mausoleopsis selika  (Raffray, 1877)